# Poul Agger
Poul Agger es un deportista danés que compitió en piragüismo en la modalidad de aguas tranquilas. Ganó tres medallas en el Campeonato Mundial de Piragüismo, en los años 1948 y 1950.

## Palmarés internacional
| Campeonato Mundial | Campeonato Mundial     | Campeonato Mundial | Campeonato Mundial |
| Año                | Lugar                  | Medalla            | Evento             |
| ------------------ | ---------------------- | ------------------ | ------------------ |
| 1948               | Londres (Reino Unido)  | Medalla de bronce  | K1 500 m           |
| 1948               | Londres (Reino Unido)  | Medalla de bronce  | K1 4 × 500 m       |
| 1950               | Copenhague (Dinamarca) | Medalla de plata   | K1 4 × 500 m       |